# HD 36965
HD 36965，又名CD-29 2348，SAO 170561、HR 1888，是一颗恒星，视星等为6.53，位于銀經233.78，銀緯-28.9，其B1900.0坐标为赤經5h 30m 0.8s，赤緯-29° -28.9′ 2″。